# 四天王寺七宮
四天王寺七宮（してんのうじしちみや）は、聖徳太子が四天王寺を創建した際に、その外護として造営された神社群である。
いずれも現在の大阪府大阪市天王寺区に位置し、以下の七つの神社を指す。
- 大江神社（夕陽丘町）
- 上之宮神社（上之宮町） - 大江神社に合祀。
- 小儀神社（勝山1丁目） - 大江神社に合祀。四天王寺東門前。
- 久保神社（勝山2丁目）
- 土塔神社（大道1丁目） - 大江神社に合祀。四天王寺南門前。
- 河堀稲生神社（大道3丁目）
- 堀越神社（茶臼山町）

近世にはそれぞれを産土神とする北・上之宮・小儀（大儀）・久保（窪）・土塔・河堀・堀越の七つの村および四天王寺門前の町場を統合して、東成郡天王寺村が成立した。